# Tagpfauenauge
Das Tagpfauenauge (Aglais io, Syn.: Inachis io, Nymphalis io) ist ein Schmetterling (Tagfalter) aus der Familie der Edelfalter (Nymphalidae). Der Artname leitet sich von Io, einer Geliebten des Zeus, aus der griechischen Mythologie ab. Das Tagpfauenauge wurde zum Schmetterling des Jahres 2009 gewählt.

## Merkmale
Die Falter erreichen eine Flügelspannweite von 50 bis 55 Millimetern. Sie haben eine rostrote Flügelgrundfärbung. Das unverkennbare und auffälligste Merkmal sind die an jeder Vorder- und Hinterflügelspitze gut erkennbaren, schwarz, blau und gelb gefärbten Augenflecken. Die der Vorderflügel sind innen deutlicher mit einem dunklen Fleck gefärbt. Daneben finden sich am vorderen Flügelrand größere schwarze und weiße Flecken, die vom Flügelansatz bis etwa zur Mitte am Rand eng weiß und schwarz gemustert sind. Der Flügelaußenrand beider Flügelpaare ist breit graubraun, genauso wie der Körper und die Flügel um den Ansatz. Die Flügelunterseiten sind fein dunkelgrau und schwarz marmoriert.

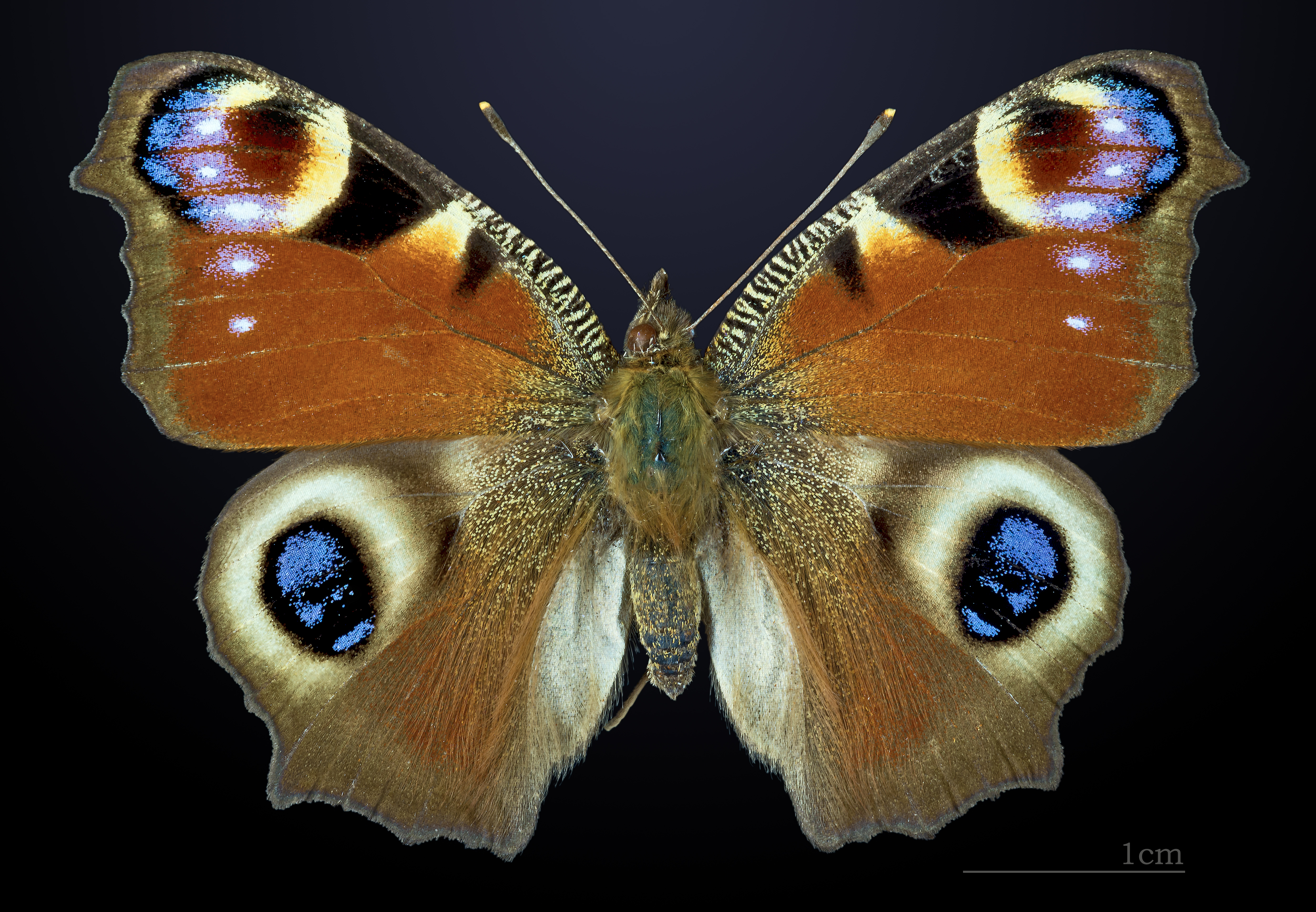
Tagpfauenauge (Oberseite)
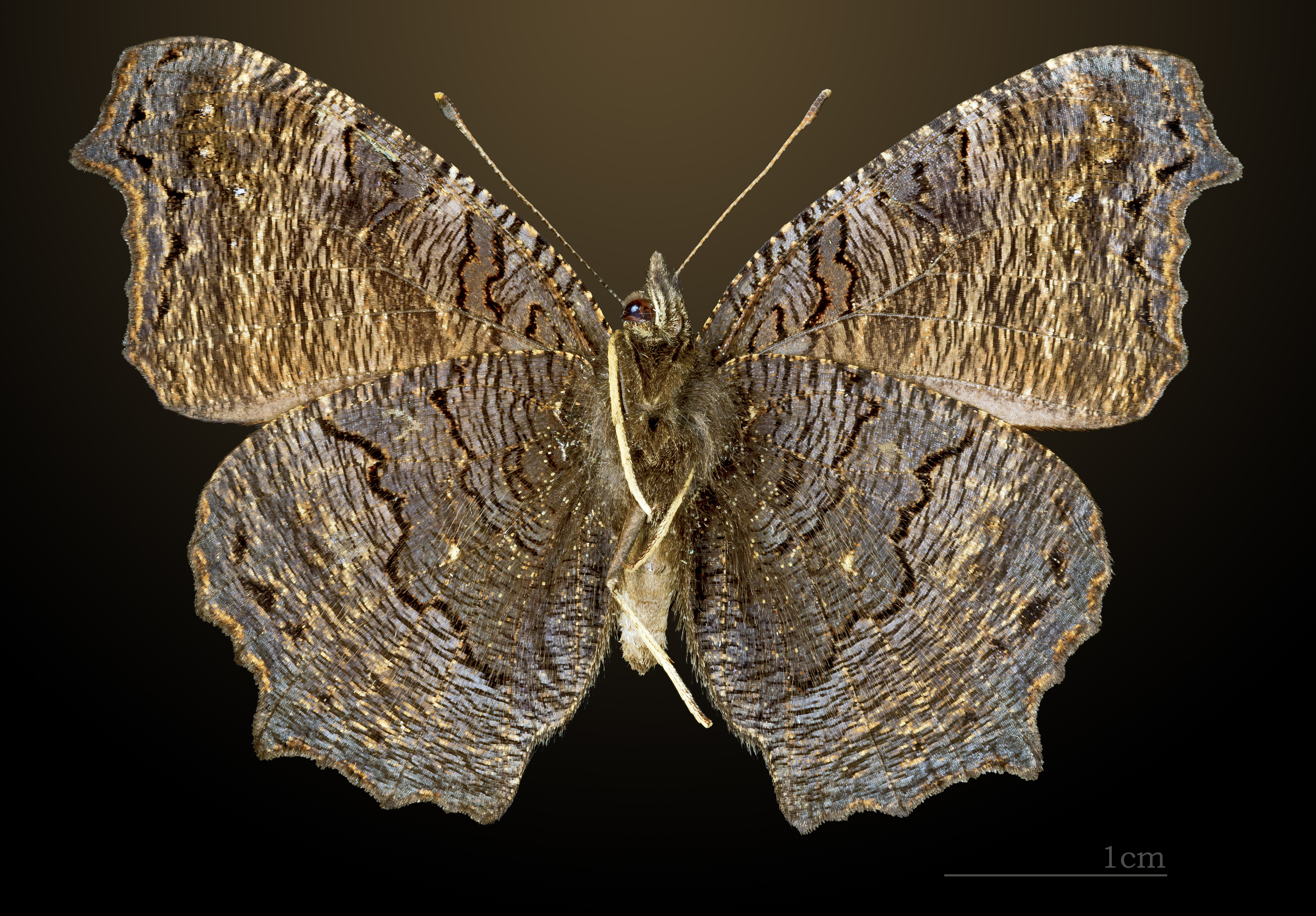
Tagpfauenauge (Unterseite)

Die Raupen werden circa 42 Millimeter lang. Sie sind schwarz am gesamten Körper und weisen zahlreiche feine weiße Punkte und schwarze Dornen auf.

## Vorkommen
Das Verbreitungsgebiet erstreckt sich von Mitteleuropa über Teile Asiens bis nach Japan. In Europa von der Verbreitung ausgenommen sind der Norden, Teile der iberischen Halbinsel und Griechenland. Man findet Tagpfauenaugen bis in einer Höhe von 2500 m. Sie kommen in Lebensräumen wie offenen Wäldern, aber auch in Parks und Gärten vor.

## Lebensweise
Die Tagpfauenaugen können sowohl mit der modernen Landwirtschaft als auch mit den sonstigen Gegebenheiten, die durch Eingriffe des Menschen verursacht werden, gut zurechtkommen. Begünstigt wird dies durch das rasche Wachstum von Brennnesseln auf stickstoffreichen Böden. Zum Überwintern suchen die Falter leicht feuchte und geschützte Winterquartiere, wie zum Beispiel Höhlen, Keller, Ziegenställe oder Fuchsbaue, auf.
Auf Dachböden vertrocknen sie wegen Feuchtigkeitsmangels.

### Flugzeiten

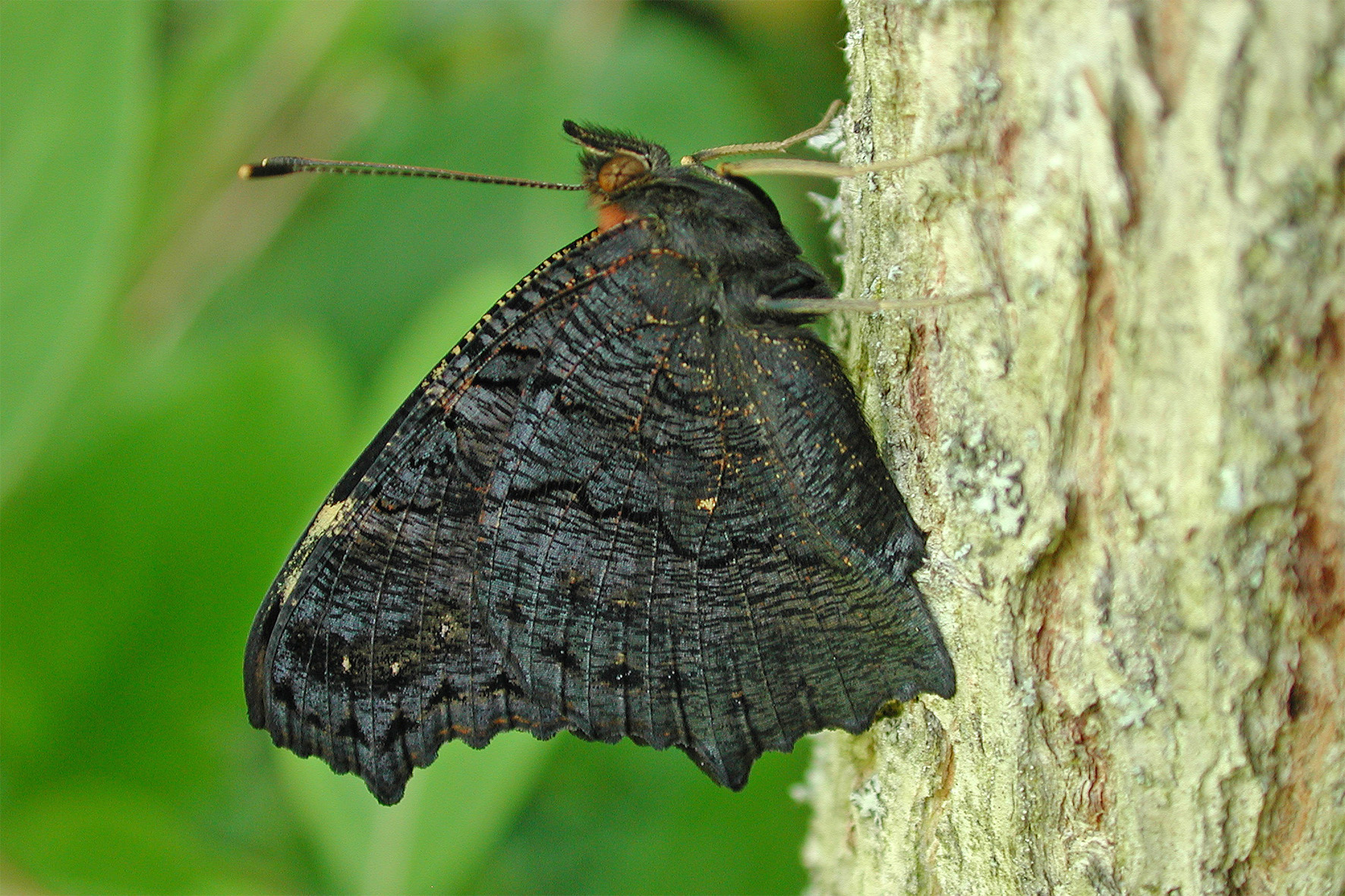
Zusammengeklappte Flügel

Die Falter fliegen jährlich in zwei Generationen: Die der ersten fliegen von Juni bis August, wobei je nach Wetterlage eine Diapause von Juli bis Oktober eingehalten wird, die der zweiten Generation fliegen von August bis Oktober. Nach der Überwinterung können die Falter bereits von März bis Mai beobachtet werden.
Männchen des Tagpfauenauges verteidigen nachmittags im Frühjahr und Sommer Territorien in der Nähe von geeigneten Eiablageplätzen. Die Territorialkämpfe werden als eine Art Wettkampf in der Manövrierfähigkeit der Männchen ausgetragen. Im Territorium bleibt nach einer Auseinandersetzung zwischen zwei Männchen entweder das alteingesessene oder nach mehreren Auseinandersetzungen dasjenige, das sich im Flug als manövrierfähiger erweist.

### Nahrungssuche der Schmetterlinge
Tagpfauenaugen finden geeignete Nahrungspflanzen aufgrund ihres Geruchs. Tagpfauenaugen, die keine Erfahrung mit Blüten besitzen, bevorzugen den Geruch der für die Art wichtigsten Nahrungspflanzen. Als Reaktion auf Erfolg oder Misserfolg bei der Nektarsuche passen sie ihre Geruchspräferenzen an. Eine Untersuchung der elektrophysiologischen Reaktionen der Fühler auf verschiedene Geruchskomponenten von Schmetterlingsflieder (Buddleja davidii) und Acker-Kratzdistel (Cirsium arvense) ergab, dass die Falter für die meisten Geruchskomponenten dieser Blütenpflanzen auch Rezeptoren an den Fühlern besitzen.

### Nahrung der Raupen

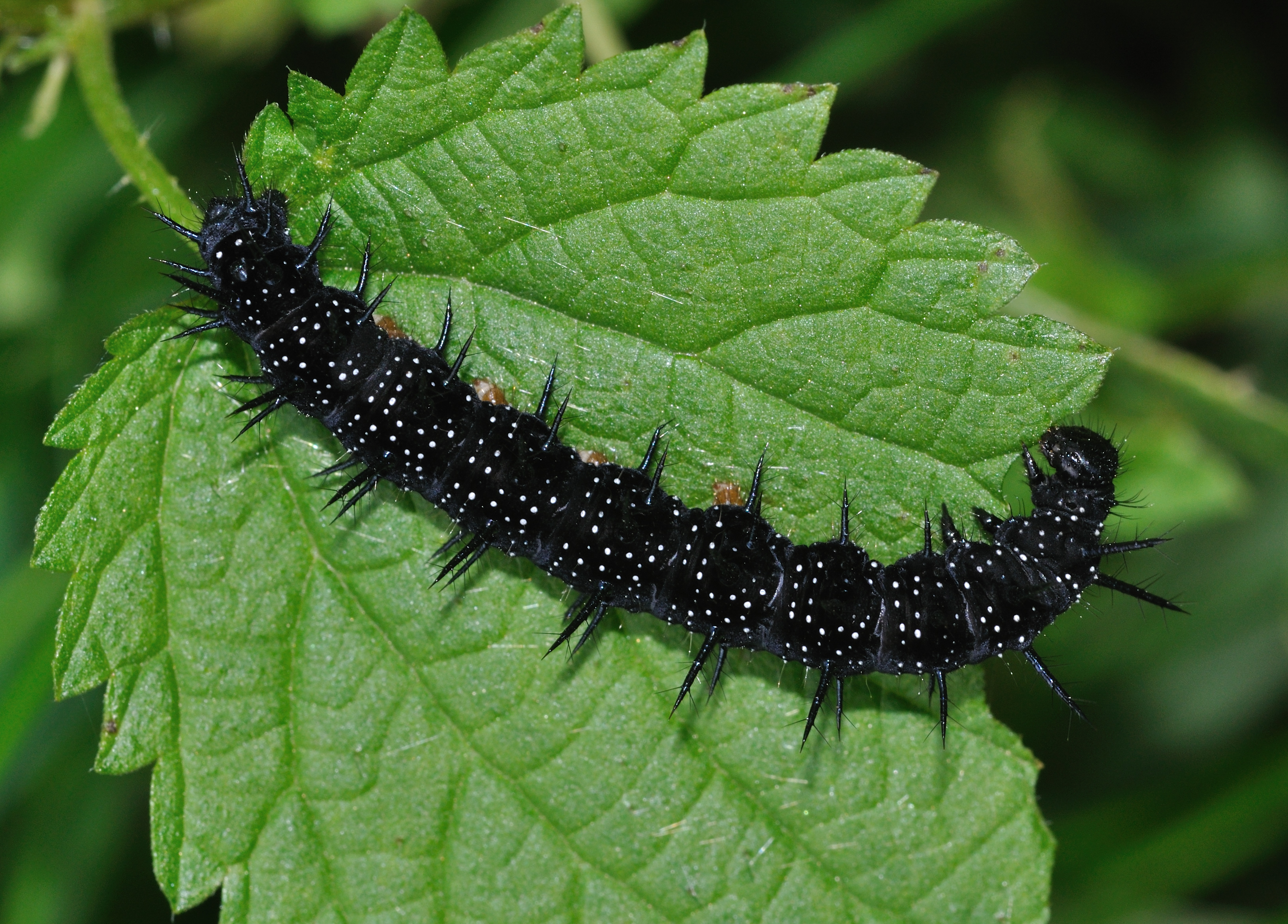
Raupe beim Abfressen eines Brennnesselblatts

In Mitteleuropa ernähren sich die Raupen fast ausschließlich von der Großen Brennnessel (Urtica dioica), sie sollen aber gelegentlich auch auf andere Brennnesselarten ausweichen. Selten fressen sie an Echtem Hopfen (Humulus lupulus). Die Falter, die auf der Insel Samos leben, auf der keine Brennnesseln vorkommen, ernähren sich von Aufrechtem Glaskraut (Parietaria officinalis).
Die Raupen des Tagpfauenauges leben in der Regel an älteren stickstoffärmeren Brennnesseln im Halbschatten. In der Natur werden die Eier von den Weibchen gezielt nur auf solche Pflanzen abgelegt. Zuchtversuche zeigen aber, dass die Raupen einiger Brennnesselfalter (Kleiner Fuchs, Tagpfauenauge, Admiral) schneller wachsen und höhere Puppengewichte erzielen, wenn die Raupen sich von jüngeren stickstoffreicheren Pflanzen ernähren. Dies führt dazu, dass die Raupen von Tagpfauenaugen eine längere Entwicklungszeit benötigen als die Raupen des sehr ähnlichen Kleinen Fuchses, die in der Natur in der Regel auf jungen und sonnig stehenden Brennnesseln leben.

### Fressfeinde
Als langlebiger Schmetterling (bis zu 11 Monate Lebenszeit) verfügt das Tagpfauenauge über einen sehr wirksamen Schutz gegen seine Fressfeinde. Im Ruhezustand mit zusammengeklappten Flügeln sehen Vertreter dieser Art eher wie dürre Blätter aus. Bei drohender Gefahr wird bei ihnen ein Bewegungsprogramm ausgelöst, bei dem sie ihre Flügel ruckartig auseinanderklappen, dabei ein zischendes Geräusch erzeugen und ihre augenförmige Flügelzeichnung zeigen. Zoologen der Universität Stockholm haben durch vergleichende Versuche herausgefunden, dass bei dieser Abwehrstrategie von dem auf der Flügeloberseite befindlichen Augensignal die größte Abschreckungswirkung gegen Vögel ausgeht.
Die Zeichnung gaukelt Fressfeinden ein zu den Augen proportional großes Tier vor. Gegen Mäuse ist dagegen vor allem das zischende Geräusch wirksam.
Als Hauptfeinde des Tagpfauenauges gelten die Fliegenarten Sturmia bella und Phryxe vulgaris, die sich parasitär von den Raupen ernähren. Es gibt aber auch Schlupfwespen-Arten, die die Puppe des Tagpfauenauges parasitieren.

## Entwicklung

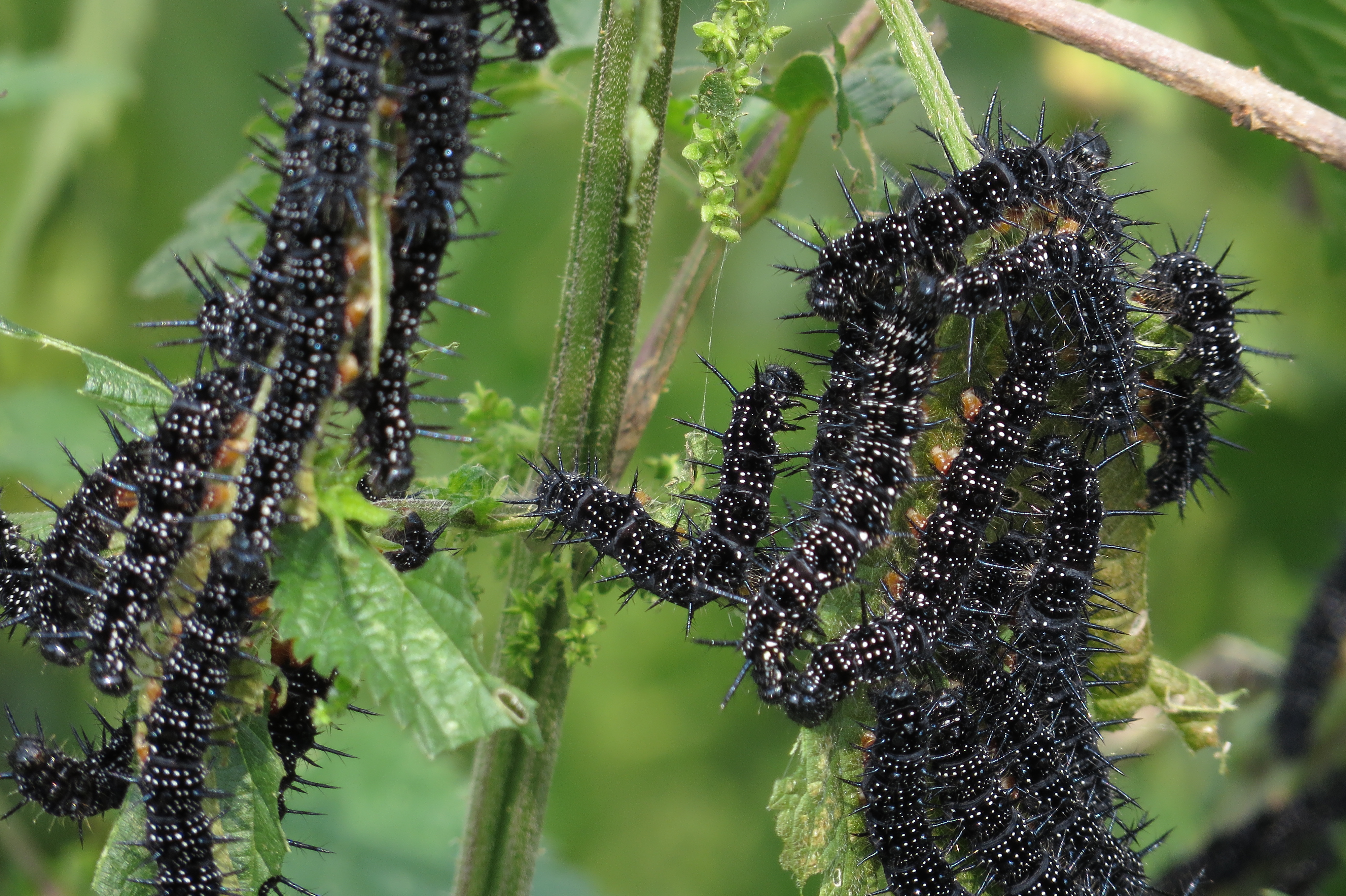
Nest mit jungen Raupen

Die Weibchen legen 50 bis 200 Eier auf die Unterseite der Blätter von sonnig oder höchstens halbschattig stehenden, luftfeuchten und windgeschützten Futterpflanzen. Die Eiablage mehrerer Weibchen erfolgt manchmal gemeinsam unter das gleiche Blatt. Die Eier sind circa einen Millimeter groß, grün und mit acht feinen Längsrippen versehen.
Nach zwei bis drei Wochen schlüpfen die circa drei Millimeter langen Raupen.
Sie haben eine weiß grünliche Farbe und eine glänzende, schwarze Kopfkapsel. Sie leben gemeinschaftlich und häuten sich schon nach wenigen Tagen zum ersten Mal. Das Zusammenleben im gemeinsamen Gespinst ist ein wirksamer Schutz gegen Parasiten wie z. B. Schlupfwespen. Die danach leicht graubraunen Raupen legen ein Gespinst an, das in weiterer Folge die ganze Pflanze überzieht. Nach weiteren drei Häutungen und – je nach Anzahl der Tiere – mehreren Übersiedelungen auf neue Futterpflanzen sind sie, nach insgesamt etwa drei bis vier Wochen, ausgewachsen und tief schwarz mit weißen Punkten.

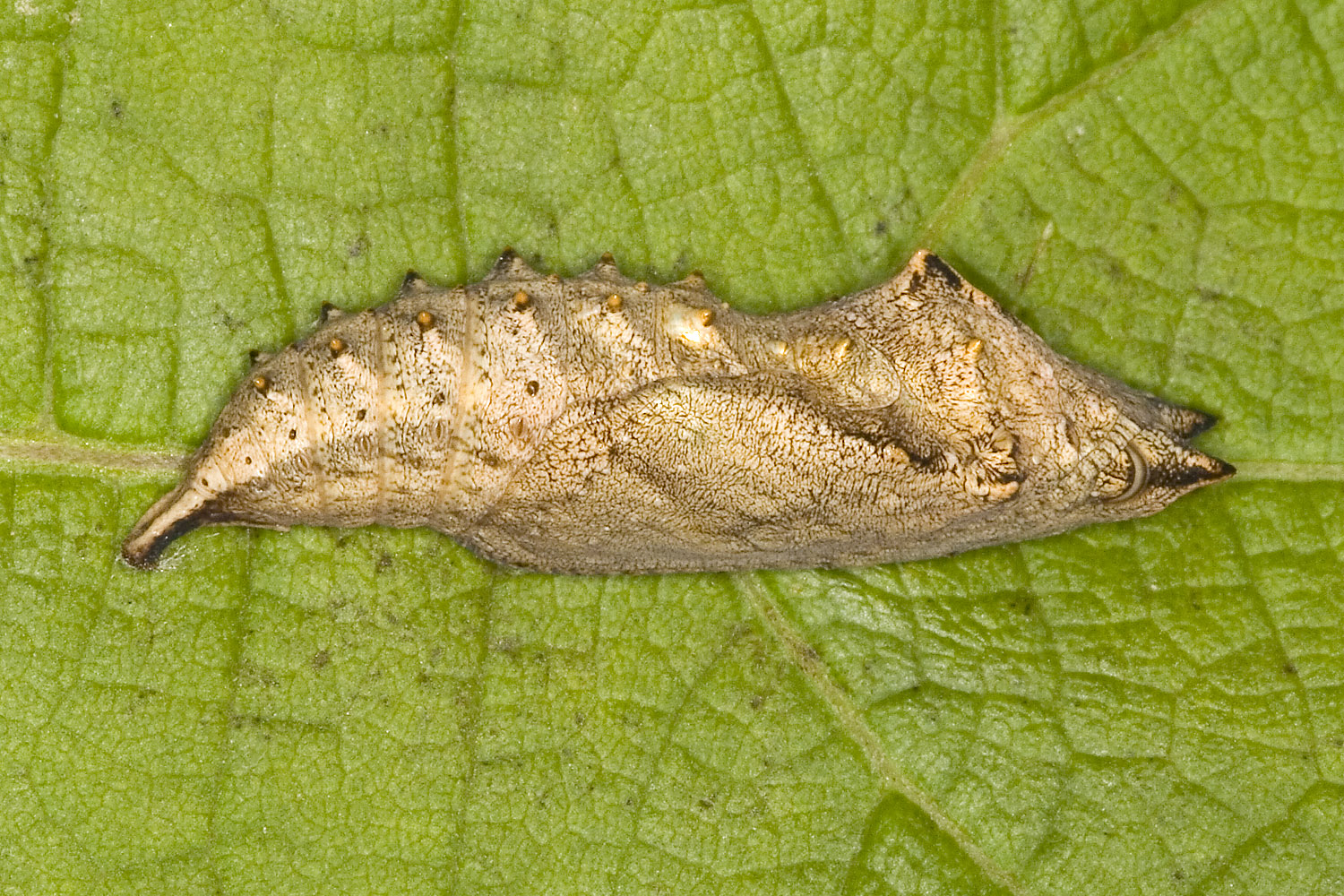
Puppe der 2. Generation

Sie zerstreuen sich, um sich an vertrockneten Stängeln oder Ähnlichem in Stürzpuppen zu verpuppen. Sie tun dies, indem sie einige weiße Fäden zu einer kleinen Unterlage zusammenspinnen. Daran hängen sie sich mit ihren Nachschiebern fest und lassen sich leicht gekrümmt hängen. Nach ein bis zwei Tagen presst sich die Puppe durch die Rückenhaut hinter der Kopfkapsel.
Die Raupenhaut wird nach oben hin abgestreift und durch kreisende Bewegungen abgeworfen. Zuvor müssen sich die Puppen aber mit feinen Häkchen an der Hinterleibsspitze an der gewebten Unterlage verhaken. Die jungen Puppen haben eine hellgrüne Färbung, die später graugrün oder braun wird. Auch weist die Puppe zwei Reihen glänzender Dornen sowie mehrere metallfarbene Flecken auf. Nach circa zwei Wochen kann man die Flügelzeichnung des fertigen Falters bereits durch die leicht durchsichtige Puppenhülle erkennen. Der Falter bringt diese an der Spitze beginnend an vorgegebenen Nähten zum Reißen und zwängt sich nach unten heraus. Vor dem Abflug werden die schlaffen Flügel mit Hämolymphe und Luft aufgepumpt und erhärten danach. Tagpfauenaugen sind schon früh paarungsbereit und können die nächste Generation hervorbringen.